# Движение за независимость Бразилии
Провозглашение независимости Бразилии (порт. Declaração de Independência do Brasil) 7 сентября 1822 года — политическое событие, положившее начало существования независимого государства Бразильской империи.

## Предпосылки
Как и другие страны континента, к своей независимости колониальная Бразилия шла достаточно долго, более 300 лет (1500—1822). Суверенные брожения в сердцах и умах бразильцев начались задолго до начала XIX века, но именно цепь событий того времени создала благоприятную среду для провозглашения независимости. Первым таким событием стала наполеоновская война на Пиренейском полуострове. Незадолго до французской оккупации Португалии королевская семья переехала в Бразилию. Колония и метрополия поменялись ролями на 14 лет: Бразилия фактически стала метрополией, а Португалия фактически превратилась в её провинцию. Переезд королевского двора в колонию оживил её жизнь и стимулировал развитие. Даже после разгрома Наполеона король Жуан VI не хотел возвращаться в Европу, и в 1815 году управляемое им государство было преобразовано в Соединённое королевство Португалии, Бразилии и Алгарве, чтобы отразить новый уровень отношений между двумя основными регионами страны.
Сформировавшаяся за этот период бразильская элита не пожелала вновь возвращаться к статусу колонии. В стране возникло два крупных политических течения: сепаратистски настроенная бразильская партия и унионистско-лояльная португальская партия, которую поддерживали некоторые консервативные военные и коммерсанты, а также чиновники из Португалии. Сепаратистские настроения в Бразилии одобряла и Великобритания, которая давно мечтала избавиться от торгового посредника в лице Португалии. Англичане подумывали о прямой торговле с Бразилией и о выходе на бразильский рынок путём скупки самых лучших сельскохозяйственных земель.
К решительным действиям бразильцев подталкивала и буржуазная революция, произошедшая в 1820 году в самой Португалии, где в начале 1821 года была принята конституция по образцу Кадисской. Революционные волнения начались и в Бразилии. В феврале 1821 года в Баие был создан законодательный орган; в ответ король Жуан VI учредил в Рио-де-Жанейро парламент с ограниченными функциями, что ещё больше разожгло страсти. 26 февраля на главной площади города собралась толпа восставших солдат и агитаторов и потребовала принятия новой конституции, объявленной кортесами в Португалии. Их успокоил королевский сын Педру, объявивший, что король принимает конституцию. Два месяца спустя в Рио-де-Жанейро был создан Народный конвент. Педру собрал войска, и разогнал Конвент силой. Выступление было подавлено, но нерешительность и мягкотелость, проявленные перед угрозой анархии, сильно повредили авторитету Жуана. Поэтому 22 апреля 1821 года король назначил своего сына регентом, а несколькими днями позже уехал из Бразилии в Лиссабон. Покидая Рио-де-Жанейро, король наказал сыну: «Если Бразилия решит стать независимой, то пусть это произойдёт под твоим руководством, а не под предводительством кого-либо из этих авантюристов, так как ты обязан уважать меня».

## Канун провозглашения независимости

Первый флаг независимой Бразилии, использовался с сентября по декабрь 1822 года

В Португалии король Жуан превратился в марионетку, оказавшись неспособным противостоять либеральному большинству в кортесах, которое назначало министров в Лиссабоне. Они решили, что должен быть положен конец квазинезависимости, которую Бразилия получила в 1807 году с приездом королевского двора. Португальскому командующему гарнизоном Рио-де-Жанейро, известному как «легион», было приказано стать гарантом португальской власти в колонии. Эти проявления высокомерия Лиссабона способствовали объединению бразильцев вокруг энергичной фигуры молодого регента. Начало формироваться тайное движение сторонников независимости, объединявшееся вокруг графа ду Аркуша, премьер-министра правительства Педру. В своих секретных письмах из Лиссабона король Жуан рекомендовал сыну сопротивляться поглощению Бразилии Португалией, так как это неминуемо бы привело к радикальной революции, подобной тем, что прокатились по Испанской Америке.

## День Фику
В сентябре 1821 Ассамблея Португалии лишила Бразилию её статуса, и все правительственные учреждения были ликвидированы. В колонии нарастало напряжение. Правительство Португалии потребовало от Педру возвращения в Лиссабон, однако он не подчинился этому и запросил мнение населения. Во все основные города Бразилии были направлены эмиссары с соответствующими вопросами, и получили ошеломляющий ответ: он должен остаться. 9 января 1822 года Педру произнёс историческую фразу: «Я остаюсь» (порт. Eu fico — Эу фику). Этот день вошёл в историю Бразилии как «День Фику».

## Провозглашение независимости
Командующий «легионом» генерал ди Авилеш расположил свои войска на господствующих высотах центра Рио-де-Жанейро, окружив Кампу-ди-Сантану, где Педру собрал своих сторонников. Возникло напряжённое противостояние. Авилеш колебался: он не мог отдать приказ напасть на наследника трона. Тем временем плохо организованная армия повстанцев стала окружать войска на высотах. Ди Авилеш отдал войскам приказ отойти обратно в Прайа-Гранди. Войска Педру отрезали португальский контингент с суши и моря. Педру потребовал от ди Авилеша отплыть в Португалию.  Когда это было отклонено, Педру вызвал дополнительные подкрепления из провинций Минас-Жерайс и Сан-Паулу, подтянул пушки и занял форты Санта-Круш и Пику, стремясь запугать португальцев, после чего предъявил ультиматум: либо португальские солдаты грузятся на корабли, либо будут уничтожены. 15 февраля португальцы согласились выполнить требования Педру.

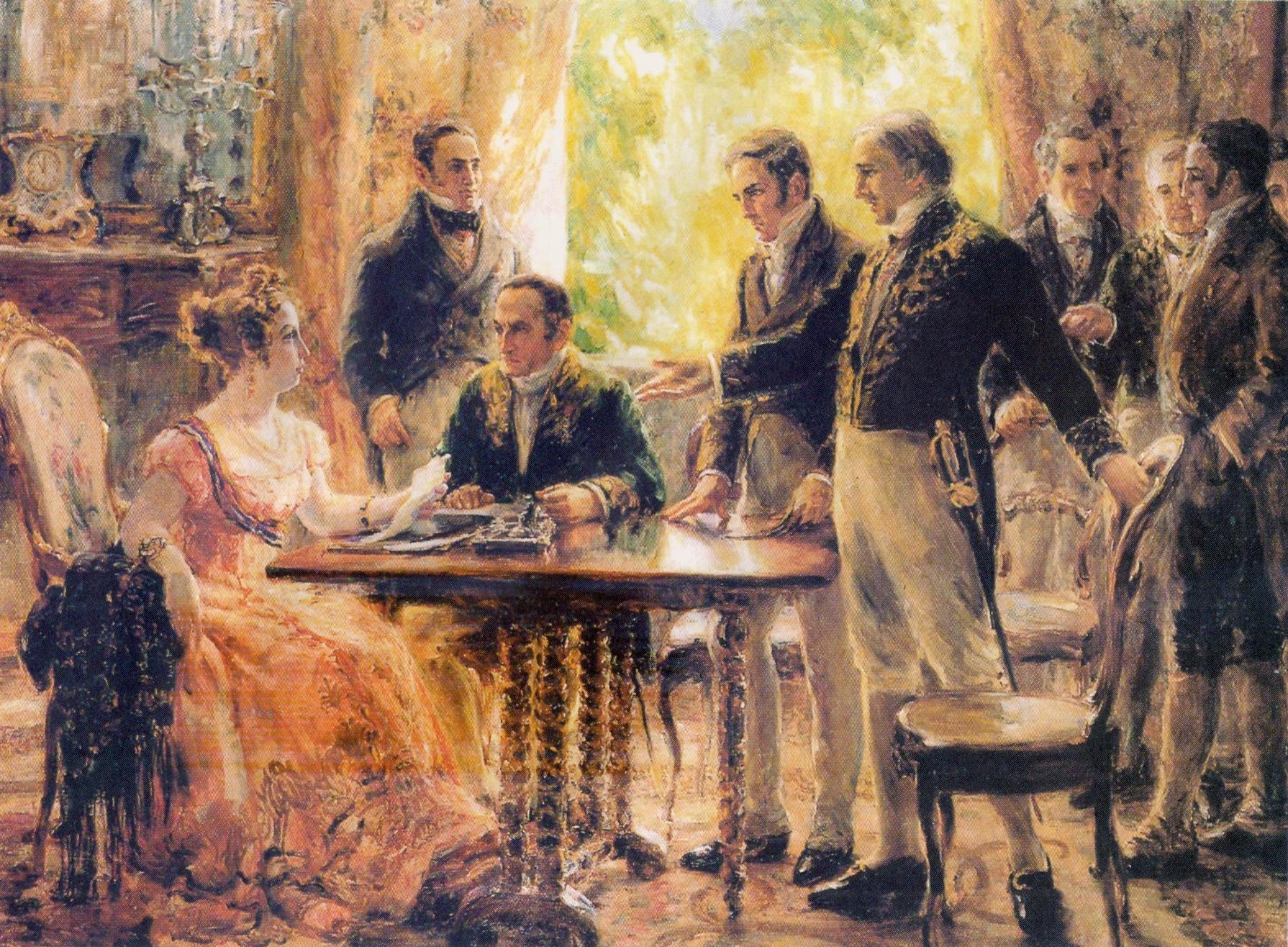
Мария Леопольдина проводит заседание Государственного совета 2 сентября 1822 года.

Без борьбы была подчинена провинция Минас-Жерайс, но губернатор Баии заявил об отказе подчиняться Педру. В это время в Португалии стала готовиться военная экспедиция на помощь местным лоялистам. Педру уехал в провинцию Сан-Паулу, чтобы обеспечить лояльность местных жителей бразильскому делу. Он оставался там до 5 сентября.
Леопольдина, его жена, взяла на себя регентство во время поездки. Столкнувшись с требованиями Португалии о возвращении обоих в Лиссабон, 2 сентября 1822 года она созвала внеочередную сессию Государственного совета и вместе с министрами приняла решение об окончательном разделении между Бразилией и Португалией, а затем подписала декларацию о независимости. Затем она послала посыльного, чтобы передать Педру письмо, в котором сообщил ему о том, что произошло.
Педру был вынужден провозгласить независимость Бразилии. 7 сентября 1822 года на берегу реки Ипиранга он сорвал со своего мундира португальскую сине-белую ленту, обнажил палаш и объявил: «Моей кровью, моей честью и Богом я сделаю Бразилию свободной». Потом он добавил: «Настал час! Независимость или смерть! Мы отделены от Португалии». Его слова «Независимость или смерть» стали девизом бразильской независимости. Официальное отделение от Португалии произошло только 22 сентября 1822 года в письме, написанном Педру Жуану VI. 12 октября 1822 года Педру был провозглашён конституционным императором и бессменным защитником Бразилии, 1 декабря он был коронован.

## Последствия
В штатах с высокой концентрацией португальских лоялистов, особенно военных и чиновников, рождённых в Португалии, начались попытки саботажа, появилось чувство ностальгии по временам старой доброй Бразилии времён начала колонизации. Конфликты продолжались в 1822—1825 годах и завершились победой нового правительства.

## Особенности
Таким образом, провозглашение независимости в Бразилии существенно отличалось от аналогичных событий в испаноязычных странах Латинской Америки. Бразилии удалось избежать кровавых затяжных войн. Кроме того, страна сохранила территориальную целостность и не распалась на ряд мелких провинций, враждующих друг с другом. Более того, Бразилия дольше других латиноамериканских стран сохраняла внутреннюю политическую и экономическую стабильность, по крайней мере на начальном этапе своего существования.

## Праздник
Ежегодно 7 сентября в стране отмечается национальный праздник — День независимости Бразилии.